# 埃贡·弗兰克
埃贡·约翰·弗兰克（德語：Egon Johann Franke，1935年10月23日—2022年3月30日），波兰男子击剑运动员。他曾参加1960年、1964年和1964年三届夏季奥运会，其中于1964年奥运会获得一枚金牌和一枚银牌，1968年奥运会获得一枚铜牌。